# Igelbålen
Igelbålen este o arie protejată (arie specială de conservare — SAC, sit de importanță comunitară — SCI) din Suedia întinsă pe o suprafață de 17,6 ha, integral pe uscat.

## Localizare
Centrul sitului Igelbålen este situat la coordonatele 59°04′46″N 15°56′02″E / 59.0795°N 15.9339°E.

## Înființare
Situl Igelbålen a fost declarat sit de importanță comunitară în ianuarie 1998 pentru a proteja 1 specie de plante și 3 specii de animale. Situl a fost protejat și ca arie specială de conservare în martie 2011.

## Biodiversitate
Situată în ecoregiunea boreală, aria protejată conține 3 habitate naturale: Lacuri și iazuri distrofice naturale, Mlaștini alcaline, Taiga vestică.
La baza desemnării sitului se află mai multe specii protejate:
- plante (1): Hamatocaulis vernicosus
- nevertebrate (3): libelule (Leucorrhinia pectoralis), Vertigo angustior, Vertigo geyeri